# Francisco Rosete
Francisco Rosete fue un oficial español durante la guerra de independencia de Venezuela, nació en las Islas Canarias en 1775. Fallecido en la Batalla de El Juncal el 27 de septiembre de 1816. Activo durante unos cuatro años, Rosete se caracterizó por las acciones bárbaras que realizó contra la población civil en el marco de la Guerra a muerte (Venezuela) proclamada por Simón Bolívar.

## Biografía
Nació en las Islas Canarias (España) en el año de 1775.   

## Guerra de Independencia de Venezuela

### Campaña de los Valles de Aragua y del Tuy
En febrero de 1814, José Tomás Boves ordenó a Rosete marchar hacia Caracas a través de los Valles del Tuy.

#### Masacre de Ocumare del Tuy
El 11 de febrero, Rosete entró en Ocumare con 2000 hombres. La villa estaba defendida por apenas 150 soldados. Saquearon las casas y luego atacaron la iglesia, donde se habían refugiado ancianos, mujeres y niños (los hombres que pudieron escaparon a los montes). Los realistas derribaron con hachas las puertas y degollaron en el recinto a los ancianos, arrastrando afuera al resto para matarlos con lanzas y dejar sus cuerpos mutilados por el pueblo y los caminos. Las noticias se expandieron rápidamente, y cuando Rosete avanzó a Charayave o Charallave, encontró el pueblo desierto.
Ribas dejó parte de sus tropas en San Mateo a cargo del capitán general Simón Bolívar y volvió a Caracas para lidiar con Rosete. La ciudad fosos, parapetos, estacadas y artillería para defenderse de cualquier ataque que la indisciplina tropa de Rosete pudiera intentar. En dos días, Ribas organizó una división de 1000 hombres y salió a buscar a su enemigo, derrotándolo en Charayave el 20 de febrero. Pero la mayoría de los 800 a 1000 realistas que le acompañaban logró huir a los montes. El combate duró una hora.
Luego siguió a Ocumare, donde la pequeña guarnición realista huyó al verlo venir. Según Restrepo, encontró los 300 muertos de la matanza, incluyendo más de 100 mujeres y niños. En cambio, Baralt dice que la mayoría de los 300 muertos eran mujeres y niños. La victoria en Charayave aseguró la seguridad de Caracas y forzó a Rosete a retirarse.

#### Batalla de Charallave
Las noticias de la masacre de Ocumare del Tuy aterrorizaron a Caracas y movilizaron a los patriotas contra Rosete, quien fue vencido por José Félix Ribas en Charallave el 20 de febrero. En la huida, Rosete abandonó su equipaje con la correspondencia con otros realistas, revelando una sublevación de prisioneros españoles en La Guaira y Caracas. También contenía un hierro con la letra "P", con la cual se pretendía marcar a todos los patriotas una vez derrotados por los españoles. 

#### Batalla de Ocumare del Tuy
El 6 de marzo de 1814, las tropas de Rosete (en su mayoría esclavos sublevados por él mismo) asaltaron la guarnición de Ocumare del Tuy. Como comandante militar interino de Caracas, Juan Bautista Arismendi organizó una apurada expedición de unos 800 adolescentes y estudiantes que el día 14 pretendió auxiliar de los sitiados. La expedición fue un fracaso, pero el 20 de marzo una segunda expedición con Ribas a la cabeza desbandaron a las fuerzas de Rosete. Sin embargo, tras el triunfo de Boves sobre Simón Bolívar en la Segunda Batalla de La Puerta el 15 de junio, las fuerzas patriotas se retiraron a Caracas, tomada la tarde del 7 de julio, iniciando los independentistas la Emigración a Oriente.

### Retirada de los Seiscientos
En 1816, Rosete persiguió a las tropas dejadas atrás por Bolívar en Ocumare de la Costa tras regresar a Venezuela desde Haití y ser atacado por el coronel Francisco Tomás Morales. Las menguadas fuerzas republicanas, al mando de Gregor MacGregor, huyeron a Oriente cruzando los Valles de Aragua y los llanos de Guárico en lo que se conoce como Retirada de los Seiscientos.

### Batalla de El Juncal y muerte de Rosete
El 27 de septiembre de 1816 tras varios combates, Gregor MacGregor llegó a Barcelona donde se libró la batalla de El Juncal. La batalla fue un triunfo republicano y en ella perdió la vida Rosete.